# 裴伟东
裴伟东（1964年10月—），男，汉族，内蒙古宁城人，中华人民共和国政治人物，中国共产党党员，第十三届全国人民代表大会辽宁地区代表。曾任中共丹东市委书记。

## 生平
2018年2月24日，当选为第十三届全国人大代表。2024年1月，裴氏当选为辽宁省政协常务委员，同年8月，不再兼任中共丹东市委书记。